# روونکی
روونکی (به روسی: Ровеньки) شهری در استان لوهانسک در کشور اوکراین واقع شده‌است. جمعیت این شهر ۴۵,۶۵۱ نفر (۲۰۲۱ تخمینی) است.